# Gobozaani
Gobozaani (en georgiano: გობოზაანი) o Goboztyjau (en osetio: Гобозтыхъæу) fue una aldea que pertenece a la parcialmente reconocida República de Osetia del Sur, parte del distrito de Znaur, aunque de iure pertenece al municipio de Tighvi de la región de Iberia Interior de Georgia.

## Toponimia
El nombre anterior del asentamiento fue Tkisubani (en georgiano: ტყისუბანი).

## Geografía
Gobozaani está situado en la orilla del río Gaguri, a 14 kilómetros de Kornisi.  

## Demografía
La evolución demográfica de Gobozaani entre 1916 y 2002 fue la siguiente:
| 161                                                      | 111 | 140 | 0 |
| (Fuente: Population of South Ossetia since Soviet times) |     |     |   |

Según el censo soviético de 1959, la mayoría de la población local eran osetios. Según los distintos censos, la composición étnica de la aldea era la siguiente:
|              | 1916      | 1916       |
| Grupo étnico | Población | Porcentaje |
| ------------ | --------- | ---------- |
| Georgianos   | 54        | 33,5%      |
| Osetios      | 107       | 66,5%      |
| Total        | 161       | 100%       |